# Niobi(V) fluoride
Niobi(V) fluoride, còn được gọi là niobi pentafluoride, là một hợp chất vô cơ có công thức hóa học NbF5. Chất rắn thường tồn tại trong dạng tetrame [NbF5]4. Nó là một chất rắn không màu mà hiếm khi được sử dụng.

## Điều chế và phản ứng
Niobi pentafluoride có thể thu được bằng cách xử lý bất kỳ hợp chất niobi nào bằng flo:
2Nb + 5F2 → 2NbF5
2NbCl5 + 5F2 → 2NbF5 + 5Cl2↑
Nó phản ứng với hydro fluoride để tạo ra H2NbF7, một siêu axit.

## Hợp chất liên quan
Trong axit flohydric, NbF5 chuyển thành NbF72− và NbOF52−. Độ hòa tan tương đối của các muối kali và tantan(V) fluoride liên quan này là cơ sở của quá trình Marignac để tách Nb và Ta.
NbCl5 có cấu trúc đime trái ngược với cấu trúc tetrame của fluoride tương ứng.

## Hợp chất khác
NbF5 còn tạo một số hợp chất với NH3, như NbF5·2NH3 là chất rắn màu vàng không bền nhiệt.